# Аловское сельское поселение
Аловское се́льское поселе́ние — муниципальное образование в Атяшевском районе Мордовии Российской Федерации.
Административный центр — село Алово.

## История
Статус и границы сельского поселения установлены Законом Республики Мордовия от 28 декабря 2004 года № 116-З «Об установлении границ муниципальных образований Атяшевского муниципального района, Атяшевского муниципального района и наделении их статусом сельского поселения, городского поселения и муниципального района».
Законом Республики Мордовия от 19 ноября 2013 года, в Аловское сельское поселение (сельсовет) было включено село Мордовские Сыреси  как единственный населённый пункт упразднённого Мордовско-Сыресевского сельского поселения (сельсовета).

## Население
| 2002  | 2010  | 2012  | 2013  | 2014  | 2015  | 2016  |
| ----- | ----- | ----- | ----- | ----- | ----- | ----- |
| 1512  | ↘1169 | ↘1118 | ↘1093 | ↗1142 | ↘1111 | ↘1065 |
| 2017  | 2018  | 2019  | 2020  | 2021  |       |       |
| ↘1008 | ↘982  | ↘951  | ↘920  | ↗1072 |       |       |

## Состав сельского поселения
| № | Населённый пункт  | Тип населённого пункта | Население |
| - | ----------------- | ---------------------- | --------- |
| 1 | Алово             | село                   | ↘1093     |
| 2 | Мордовские Сыреси | село                   | ↘104      |